# Lagonoy
Lagonoy é um município de  segunda classe de renda municipal (d) na província Camarines Sul, nas Filipinas. De acordo com o censo de 1 de maio  de  2020 possui uma população de 56 714 pessoas e 12 225 domicílios.